# NEW DAYS NEWz
NEW DAYS NEWz（ニュー・デイズ・ニューズ）は、かつて存在した日本のロックバンド。表記は『N.D.Nz』とも用いられる。

## メンバー

### 解散地点のメンバー
- TOSHIZO - ボーカル
  - 大半の楽曲の作詞、一部の楽曲の作曲を担当。
- JOHNNY - ギター
  - 解散後は恋愛信号のメンバーとして活動。
- KOTARO - ベース
- SIN - ドラム
  - 渡辺和博の著書『おたく玉』のモデルである[2]。

### 旧メンバー
- GAKU - ギター
  - メジャーデビュー前に脱退し、その後はTHE FUSE、ザ・スリルのメンバーとして活動。

## 来歴
原宿の歩行者天国で活動し、1989年4月8日に三宅裕司のいかすバンド天国（TBSテレビ）に出演する。「NO RETIRE」を演奏し完奏するも、KUSU KUSUに敗れチャレンジャー賞には選ばれなかった。インディーズにてアルバム『Leaving Behind The Troubles』をリリース。1990年1月21日、CBS・ソニーよりアルバム『Buddy Joker』でメジャーデビューを果たした。1990年末頃に解散。